# Squamarina scopulorum
Squamarina scopulorum är en lavart som beskrevs av Reidar Haugan och Einar Timdal. 
Squamarina scopulorum ingår i släktet Squamarina och familjen Stereocaulaceae. Arten är reproducerande i Sverige.